# Brad Walker
Brad Walker (født 21. juni 1981 i Aberdeen, South Dakota, USA) er en amerikansk atletikudøver (stangspringer), der vandt guld i stangspring ved VM 2007 i Osaka. To år før havde han vundet sølv i samme disciplin ved VM i Helsingfors.